# Mill Spring
Mill Spring è un villaggio degli Stati Uniti d'America, situato nello Stato del Missouri, nella contea di Wayne.